# Pierre Mondy
Pierre Mondy, também conhecido por Pierre Cuq, (Neuilly-sur-Seine, 10 de fevereiro de 1925 - Paris, 15 de setembro de 2012) foi um ator francês.
Ator de teatro, televisão e cinema, atuou em mais de 140 filmes, sendo o primeiro em 1949: Rendezvous in July, do diretor Jacques Becker. Pierre ficou famoso com o papel do sargento-chefe Chaudard na trilogia Now Where Did the 7th Company Get to? (A Sétima Companhia).